# Список футбольних стадіонів за місткістю
Список футбольних стадіонів, відсортований за країнами та місткістю.

## Англія
| Стадіон           | Місткість | Клуб              |
| ----------------- | --------- | ----------------- |
| Вемблі            | 90 000    | збірна Англії     |
| Олд Траффорд      | 76 000    | Манчестер Юнайтед |
| Емірейтс          | 66 000    | Арсенал           |
| Сент-Джеймс Парк  | 52 143    | Ньюкасл Юнайтед   |
| Стедіум оф Лайт   | 49 000    | Сандерленд        |
| Сіті оф Манчестер | 48 000    | Манчестер Сіті    |
| Енфілд            | 45 000    | Ліверпуль         |
| Вілла Парк        | 43 275    | Астон Вілла       |
| Стемфорд Бридж    | 42 449    | Челсі             |
| Елленд Роуд       | 40 204    | Лідс Юнайтед      |
| Гудісон Парк      | 40 200    | Евертон           |

## Німеччина
| Стадіон                 | Місткість | Клуб             |
| ----------------------- | --------- | ---------------- |
| Стадіон «Уліхе», Шеньян | 65 000    | «Чжанша Цзіньдє» |

|  | Частина інформації в цій статті застаріла. Ви можете допомогти, оновивши її. Можливо, сторінка обговорення містить зауваження щодо потрібних змін. (червень 2012) |

| Стадіон                                          | Місто            | Кількість глядачів | Команда-господар         | Примітка |
| ------------------------------------------------ | ---------------- | ------------------ | ------------------------ | --- |
| Національний спортивний комплекс «Олімпійський»  | Київ             | 70 000             |                          | Після реконструкції буде вміщує 70 000 глядачів. У 2012 році стадіон прийняв фінал Чемпіонату Європи.                               |
| «Донбас-Арена»                                   | Донецьк          | 51 504             | «Шахтар» Д               | Відкритий у 2009 році |
| Обласний спортивний комплекс «Металіст»          | Харків           | 41 307             | «Металіст»               | Відкритий після реконструкції у грудні 2009 року.                                                                                   |
| «Арена Львів»                                    | Львів            | 34 915             | «Зоря», «Карпати»        | Відкритий у 2011 році. |
| Центральний стадіон «Чорноморець»                | Одеса            | 34 858             | «Чорноморець»            | До реконструкції вміщував 34 362 глядачі, з грудня 2008 року закритий на ремонт                                                     |
| Центральний стадіон «Шахтар»                     | Донецьк          | 31 718             | «Шахтар-3», «Шахтар-Д»   | Відкритий у 1936 році, реконструйований у 2000 році.                                                                                |
| «Дніпро»                                         | Дніпро           | 31 003             | ФК «Дніпро»              | Відкритий у 2008 році. |
| «Металург»                                       | Кривий Ріг       | 29 734             | «Кривбас»                | |
| «Україна»                                        | Львів            | 27 925             | «Карпати»                | Відкритий у 1963 році. |
| Регіональний спортивний комплекс «Олімпійський»  | Донецьк          | 26 100             |                          | Відкритий у 1958 році, реконструйований у 2003 році.                                                                                |
| «Ювілейний»                                      | Суми             | 25 830             | ФК «Суми»                | Відкритий у 2001 році. |
| «Ворскла» ім. Олексія Бутовського                | Полтава          | 24 795             | «Ворскла»                | Відкритий у 1913 році, реконструйований у 1998 році.                                                                                |
| «Метеор»                                         | Дніпро           | 24 381             | «Дніпро-75»              | |
| Центральний міський стадіон                      | Вінниця          | 24 000             | «Нива» В                 | |
| «Авангард»                                       | Луганськ         | 22 288             | «Зоря»                   | |
| «Центральний»                                    | Житомир          | 21 928             | СДЮШОР «Полісся»         | Встановлено 5928 індивідуальних сидінь.                                                                                             |
| «Авангард»                                       | Рівне            | 20 000             | «Верес»                  | Встановлено 4500 індивідуальних сидінь. Решта трибун в аварійному стані.                                                            |
| «Зірка»                                          | Кропивницький    | 20 000             | «Зірка»                  | Згідно з стадіон вміщує 14628 глядачів.                                                                                             |
| Республіканський спортивний комплекс «Локомотив» | Сімферополь      | 19 978             | «Таврія»                 | |
| «Динамо» ім. Валерія Лобановського               | Київ             | 16 873             | «Динамо»                 | |
| СКА                                              | Львів            | 16 724             | «Карпати-Д», «Карпати-2» | |
| Центральний міський стадіон                      | Миколаїв         | 16 700             | МФК «Миколаїв»           | Відкритий 26 вересня 1965 року. До початку реконструкції 2002 року вміщував 25755 глядачів. Реконструкція завершиться до 2011 року. |
| «Перемога»                                       | Кам'янське       | 15 600             |                          | |
| «Перемога»                                       | Кадіївка         | 15 000             | ФК «Стаханов»            | |
| «Рух»                                            | Івано-Франківськ | 15 000             | ФСК «Прикарпаття»        | Після завершення будівництва стадіон вміщуватиме 20 000 глядачів                                                                    |
| СКА                                              | Одеса            | 15 000             |                          | |
| «Трудові резерви»                                | Біла Церква      | 13 500             | «Арсенал» БЦ, «Рось»     | |
| Тернопільський міський стадіон                   | Тернопіль        | 12 750             | «Нива» Т                 | |
| Стадіон ім. Володимира Бойка                     | Маріуполь        | 12 680             | ФК «Маріуполь»           | За даними сайту УФПЛ місткість стадіону 12460 глядачів.                                                                             |
| Стадіон ім. Юрія Гагаріна                        | Чернігів         | 12 060             | «Десна»                  | До реконструкції стадіон вміщував 16200 глядачів.                                                                                   |
| «Авангард»                                       | Ужгород          | 12 000             | «Закарпаття»             | |
| «Буковина»                                       | Чернівці         | 12 000             | «Буковина»               | Відкритий у 1967 році. Вміщував 17 тис. осіб, після реконструкції у 2000 році вміщує 12 тис. осіб.                                  |
| «Металург» ім. Куценка                           | Нікополь         | 12 000             | ФК «Нікополь»            | |
| ЦСКА                                             | Київ             | 12 000             |                          | |
| «Славутич-Арена»                                 | Запоріжжя        | 11 883             | «Металург» З             | |
| «Політехнік»                                     | Кременчук        | 11 400             | «Кремінь»                | |
| «Кристал»                                        | Херсон           | 11 000             | «Кристал»                | |
| Міський стадіон                                  | Умань            | 11 000             | «Іллічівець-Умань»       | |
| «Авангард»                                       | Луцьк            | 10 792             | «Волинь»                 | |
| Спорткомплекс «Поділля»                          | Хмельницький     | 10 500             | «Динамо»                 | Згідно з сайтом ПФЛ стадіон вміщує 8000 глядачів                                                                                    |
| «Центральний»                                    | Черкаси          | 10 321             | «Ходак»                  | |
| Стадіон ім. Миколи Горюшкіна                     | Довжанськ        | 10 000             | «Шахтар» С               | |
| Стадіон ім. 50-річчя Жовтня                      | Керч             | 10 000             | «Портовик»               | |
| «Сокіл»                                          | Стрий            | 10 000             | «Скала», ФК «Моршин»     | Стадіон має 7 тисяч сидячих місць та 3 тисячі стоячих                                                                               |
| «Спартак»                                        | Херсон           | 10 000             |                          | |
| «Стріла»                                         | Запоріжжя        | 10 000             |                          | |
| «Шахтар»                                         | Горлівка         | 10 000             | «Шахтар»                 | |
| «Шахтар»                                         | Шахтарськ        | 10 000             | «Аякс»                   | |
| «Шахтар» імені героїв космосу                    | Павлоград        | 10 000             |                          | |

| Стадіон            | Місткість | Клуб                                        |
| ------------------ | --------- | ------------------------------------------- |
| Стад де Франс      | 80,000    | збірна Франції                              |
| Велодром (Марсель) | 60,000    | Олімпік (в 2009 році розшириться до 80 000) |
| Парк де Пренс      | 49,000    | Парі Сен-Жермен                             |

| Футбольний м'яч | Це незавершена стаття про футбол. Ви можете допомогти проєкту, виправивши або дописавши її. |